# Třída Barceló
Třída Barceló byla třída hlídkových lodí postavených v druhé polovině 70. let pro Španělské námořnictvo na základě projektu FPB-36 německé loděnice Lürssen. Celkem bylo postaveno šest člunů této třídy.

## Stavba
Plavidla této třídy byla navržena německou loděnicí Lürssen na základě její typové řady FPB-36 (číslo značí délku trupu v metrech). Šest plavidel této třídy bylo do služby přijato v letech 1976–1977. Zatímco prototyp postavila loděnice Lürssen ve Vegesacku, ostatní plavidla postavila španělská loděnice Empresa Nacional Bazan v La Carraca v Cádizu.
Jednotky třídy Barceló:
| Jméno                | Spuštěna | Vstup do služby    | Status                   |
| -------------------- | -------- | ------------------ | ------------------------ |
| Barceló (P11)        | 1975     | 26. března 1976    | Vyřazena.                |
| Laya (P12)           | 1975     | 23. prosince 1976  | Vyřazena.                |
| Javier Quiroga (P13) | 1975     | 1. dubna 1977      | Vyřazena 25. dubna 2005. |
| Ordóñez (P14)        | 1976     | 7. června 1977     | Vyřazena.                |
| Acevedo (P15)        | 1976     | 14. července 1977  | Vyřazena.                |
| Cándido Pérez (P16)  | 1977     | 25. listopadu 1977 | Vyřazena.                |

## Konstrukce

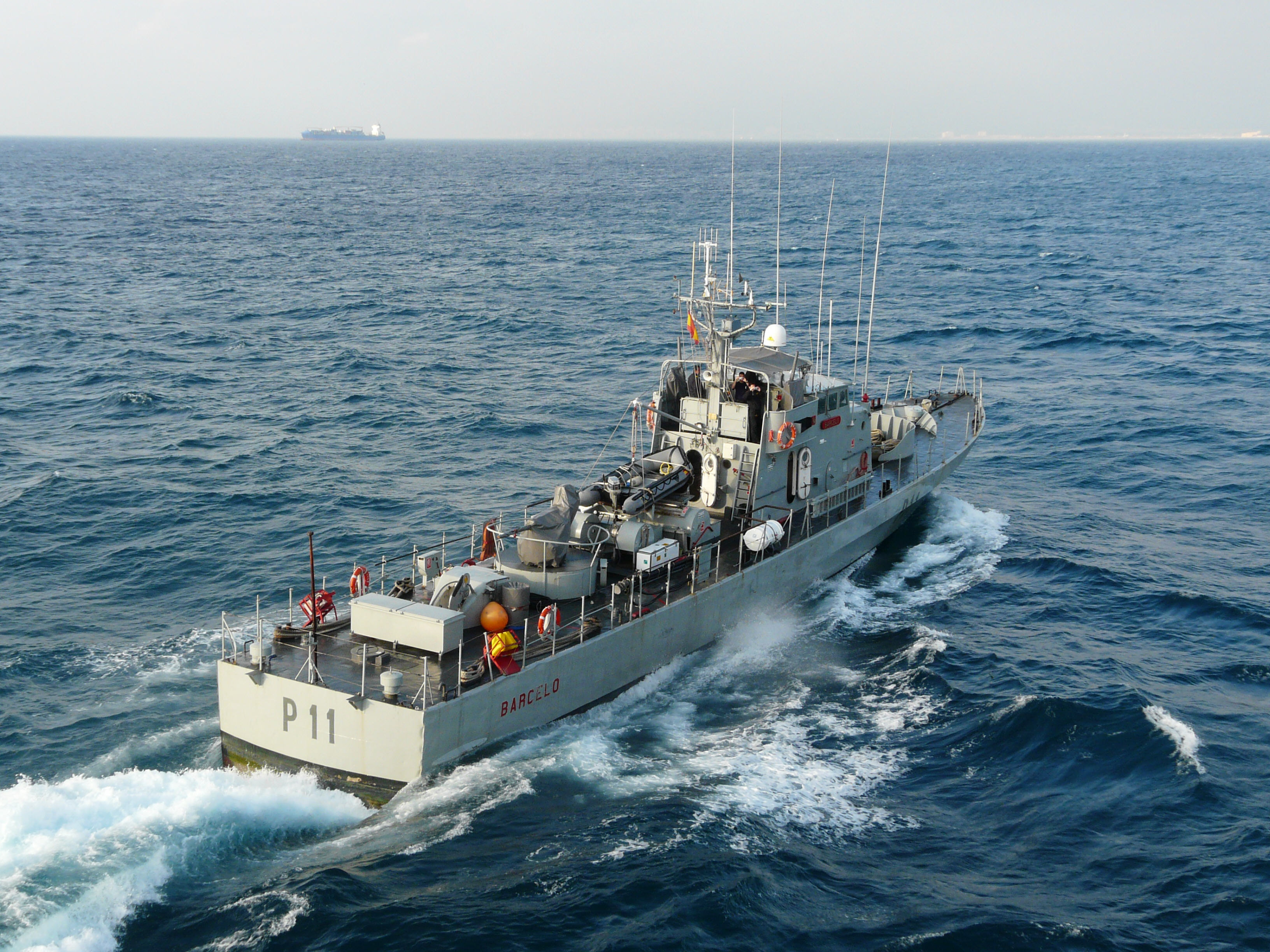
Barceló (P11)

Plavidla byla vybavena radarem Raytheon 1220/6XB. Výzbroj španělských člunů tvořil jeden 40mm kanón Bofors, jeden 20mm kanón Oerlikon a dva 12,7mm kulomety. V případě války bylo možné výzbroj posílit o dva jednohlavňové 533mm torpédomety. Pohonný systém tvořily dva diesely Bazan-MTU 16V538 TB90, o celkovém výkonu 7300 bhp, pohánějící dva lodní šrouby. Nejvyšší rychlost dosahovala 36,5 uzlu. Dosah byl 1200 námořních mil při rychlosti 16 uzlů.